# Bramans
|  | Per a altres significats, vegeu «Bramans (municipi)». |

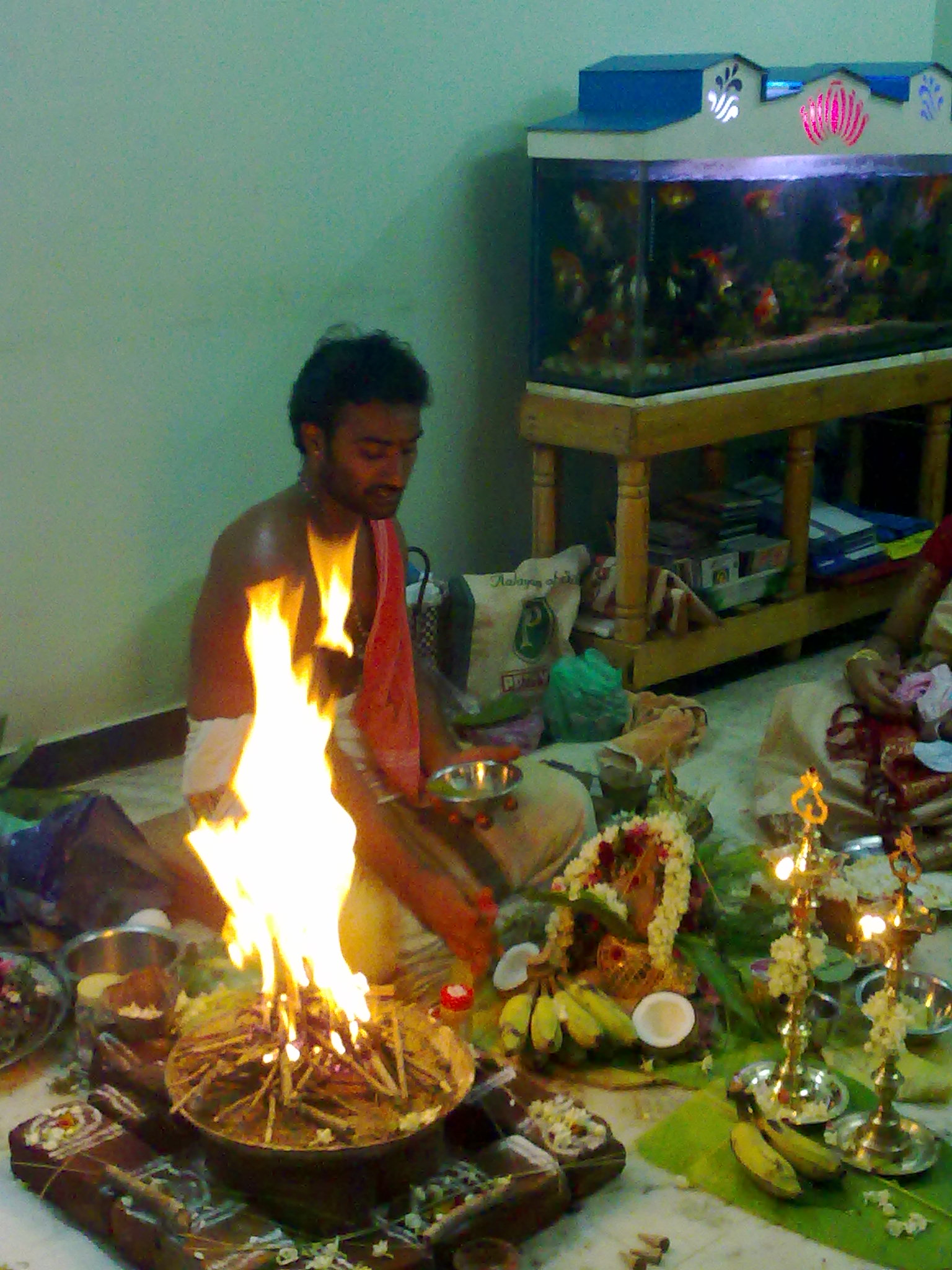
Un brahmi tàmil celebrant la cerimònia del puja

Els bramans (en sànscrit ब्राह्मण, brāhmaṇa) són la casta superior de la societat hindú, constituint a l'origen la classe sacerdotal. També són anomenats vipren ("inspirats"), o dvija ("nascuts dues vegades").
Els bramans havien d'acomplir amb els deures religiosos i predicar el dharma; tenien autoritat sobre la interpretació dels Vedes i els altres texts revelats i tenien el deure d'instruir les altres dues castes de "nascuts dues vegades", és a dir els xatries (militars i polítics) i els vaiixies (camperols i comerciants).
A causa de la diversitat regional, de tradicions religioses i d'escoles vèdiques a què pertanyen, els bramans es divideixen en diverses subcastes, i només una minoria està involucrada en les funcions sacerdotals, amb l'aprenentatge vèdic, ascètic i de vida humil; la resta exerceixen sovint activitats de l'elit en tant que metges, advocats, enginyers, militars, escriptors, poetes, terratinents o ministres.